# Pierre Lacam
Pierre Lacam, né le 27 décembre 1836 à Saint-Amand-de-Belvès, près de Sarlat en Dordogne, et mort le 22 août 1902 à Paris, est un pâtissier et historien de l'art culinaire français. On lui doit des entremets à la meringue italienne et le masséna, dédié au duc de Rivoli.

## Biographie
Pierre Lacam est le fils d'un teinturier. C'est son frère aîné pâtissier qui le conduit à épouser cette carrière. Il fait son apprentissage deux ans à Lyon chez Chanet, puis chez d'autres pâtissiers. Il fait son tour de France en 1854. En 1856, il travaille chez Audry et Gilet rue Vivienne à Paris, puis continue son apprentissage dans l'ouest jusqu'à Brest et ensuite à Saumur, Loches, etc. Il se lance dans des créations personnelles et en 1865 publie son premier livre Le Pâtissier-glacier, puis devient chef chez Ladurée, rue Royale (Paris) de 1866 à 1871. Il travaille à Tours en 1875, puis est nommé pâtissier-entremetier du prince de Monaco de 1877 à 1879. Il reprend ensuite ses séjours dans les provinces françaises puis finit par s'installer à Vincennes. Il crée la gaufreuse et le file-sucre.
En 1890, il publie Le Mémorial de la pâtisserie qui comprend mille six cents recettes et fut réimprimé à de nombreuses reprises avec plus de recettes. Ensuite il se consacre à la rédaction d'ouvrages de cuisine, comme Le Glacier classique et artistique, et à sa revue Le Journal des confiseurs-pâtissiers.... En 1899, il publie Le Mémorial des glaces.
Bibliophile averti, il réunit plus de sept cents ouvrages gastronomiques.
Il meurt d'apoplexie le 22 août 1902. Il est enterré au cimetière de Bagneux.

## Œuvres

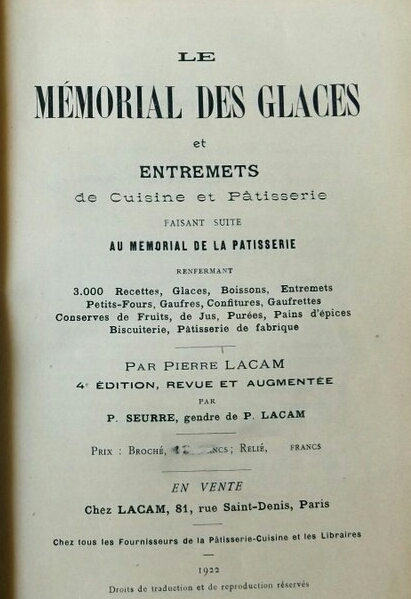
Le Mémorial des glaces et entremets de cuisine et pâtisserie (4e éd., 1922).

- Le Mémorial historique et géographique de la pâtisserie, contenant trois mille recettes de pâtisserie, glaces et liqueurs (...), avec anecdotes et biographies des grands auteurs de la gastronomie. 15e édition. 15e mille. Revue et augmentée par Paul Seurre, gendre de P. Lacam. T. 1 (1927)
- Le Mémorial des glaces et entremets de cuisine et pâtisserie, faisant suite au "Mémorial de la pâtisserie"... 4e édition, revue et augmentée par P. Seurre (1922), Paris, chez Lacam, 81 rue Saint-Denis
- Le Mémorial historique et géographique de la pâtisserie, contenant 1,600 recettes de pâtisseries, glaces et liqueurs avec anecdotes et biographies des grands auteurs de la gastronomie... (1900)
- Le Mémorial des glaces, tome II du Mémorial de la pâtisserie, renfermant 2 400 recettes de glaces, boissons, entremets, petits-fours, gaufres, confitures, gaufrettes, conserves de fruits, de jus, purées, pains d'épices, confiserie, timbales, etc., 1re édition (1899)
- 250 manières pour apprêter les œufs, suivies de quelques recettes inédites de cuisine (1898) avec Pierre Lacam (1836-1902) comme préfacier
- Le Mémorial historique et géographique de la pâtisserie, contenant 1,600 recettes de pâtisseries, glaces et liqueurs avec anecdotes et biographies des grands auteurs de la gastronomie... (1898)
- Le Glacier classique et artistique en France et en Italie (1893)
- Le Mémorial historique et géographique de la pâtisserie (1892)
- Le Mémorial historique et géographique de la pâtisserie, contenant 1,600 recettes de pâtisseries, glaces et liqueurs avec anecdotes et biographies des grands auteurs de la gastronomie... (1890, 1892)
- Le Nouveau pâtissier-glacier français et étranger, traité complet et pratique de pâtisserie fine et de glaces (1878)
- Le Nouveau pâtissier-glacier français et étranger (1865)
- Le Journal des confiseurs-pâtissiers, chocolatiers, fabricants de biscuits, confitures, fruits confits, sirops, liqueurs, conserves (1836-1902) comme directeur de publication